# Ineos Grenadier
Ineos Grenadier este un vehicul de teren care a intrat în producție în octombrie 2022, fiind asamblat la uzina din Hambach, Franța. Acesta va fi vândut și în România, de către importatorul Automobile Bavaria.